# Narciarstwo alpejskie na Zimowych Igrzyskach Paraolimpijskich 2010 – zjazd kobiet – osoby niewidome
Początkowo zawody na trasie Whistler Creekside zostały zaplanowane na 13 marca. Z powodu niesprzyjających warunków konkurs został przełożony na 18 marca. Mistrzynią paraolimpijską została reprezentantka gospodarzy Viviane Forest.

## Wyniki
| Ranking | Bib | Zawodnik             | Państwo | Czas    | Różnica |
| ------- | --- | -------------------- | ------- | ------- | ------- |
| Złoty   | 1   | Viviane Forest       | CAN     | 1:27,51 |         |
| Srebrny | 6   | Henrieta Farkasova   | SVK     | 1:28,17 | +0,66   |
| Brązowy | 2   | Danelle Umstead      | USA     | 1:30,18 | +2,67   |
| 4       | 4   | Sabine Gasteiger     | AUT     | 1:32,00 | +4,49   |
| 5       | 3   | Melissa Perrine      | AUS     | 1:33,30 | +5,79   |
| 6       | 10  | Aleksandra Frantseva | RUS     | 1:38,71 | +11,20  |
| 7       | 8   | Anna Cohi Fornell    | ESP     | 1:45,94 | +18,43  |
| 8       | 7   | Natasha de Troyer    | BEL     | 1:48,85 | +21,34  |
| DNF     | 5   | Anna Kuliskova       | CZE     | DNF     |         |
| DNF     | 9   | Catlin Sarubbi       | USA     | DNF     |         |